# Nicolau Manent i Maurant
Nicolau Manent i Maurant (* 22. Juni 1827 in Maó (Menorca); † 11. Mai 1887 in Barcelona) war ein menorquinischer Organist, Kapellmeister und Komponist insbesondere von sakralen Werken und von spanisch- und katalanischsprachigen Zarzuelas.

## Leben und Werk
Nicolau Manent nahm sein Musikstudium im Alter von fünf Jahren bei Benet Andreu i Pons auf. 1836 trat er als Flötist und Kontrabassist dem Orchester des Teatre Principal de Maó bei. Im Alter von zwölf Jahren schrieb er seine ersten musikalischen Werke.
1842 trat er die Position des Organisten in der Pfarrei Sant Francesc de Maó an. 1845 zog er nach Barcelona und studierte dort bei Mateu Ferrer. Er trat dort 1847 als Kontrabassist dem Orchester des Liceu bei. Ab 1851 wirkte er als Kapellmeister in der Barceloneser Kirche Sant Jaume. Diese Stelle hatte er bis zu seinem Tode inne. Hier schuf er zahlreiche, hoch geschätzte sakrale Kompositionen. Im Teatre Circo leitete er mehrere Opern- und Zarzuela-Spielzeiten. Er widmete sich auch intensiv der Musikerausbildung.
Nicolau Manent trat als Komponist zahlreicher sakraler Werke hervor, ebenso von Orchester- und Bühnenwerken. Vor allen Dingen fiel er auf als Komponist von lyrischen Theaterwerken und Ballettstücken. Des Weiteren verfasste er das didaktische Werk Método teórico-práctico musical (zwischen 1850 und 1860).
Schüler von Nicolau Manent an der Escolania von Sant Jaume in Barcelona waren unter anderem Josep Rodoreda, der Schöpfer des Virolai de Montserrat, und Climent Baixas.

## Kompositionen (Auswahl)
- 25 Messen
- 4 Stabat Mater
- Litaneien
- 9 Symphonien
  - La Euterpense
  - La Barcelonesa
- Opern
  - Gualterio di Monsonís (1857, auf einen Text von Joan Cortada i Sala, Uraufführung im Liceu)
  - La vecchia zitella („Die alte Jungfer“).
- Ballette
  - El carnaval de Venecia („Karneval von Venedig“)
  - La contrabandista de rumbo („Die Schmugglerin“)
- Zarzuelas
  - Tres para una (1853, „Drei für eine“)
  - La tapada del retiro (1853)
  - Buen viaje, señor don Simón (1853, „Gute Reise, Herr Simón“)
  - La festa del barri (1870, „Das Fest des Stadtteils“)
  - Los estudiants de Cervera (1871, „Die Studenten von Cervera“)
  - A sort i ventura (1871, „Auf gut Glück“)
  - El convidado de piedra (1875, „Der Gast aus Stein“)
  - Lo cant de La Marsellesa (1877, „Der Gesang der Marseillaise“)
  - Lo rellotge del Montseny (1879, „Die Uhr vom Berg Montseny“)
  - De la terra al sol (1879, „Von der Erde zur Sonne“)
  - El gran conquistador (1881, „Der große Konquistador“)
  - Don Juan Tenorio (1881)
  - La Tuna (1882, „Die Tuna, Die Studentenkapelle“).[3]